# Cifuna locuples
Cifuna locuples is een vlinder uit de familie spinneruilen (Erebidae), onderfamilie donsvlinders (Lymantriinae). De wetenschappelijke naam van deze soort is voor het eerst geldig gepubliceerd in 1855 door Francis Walker.
De soort komt onder andere voor in tropisch Afrika.